# Михаил Андреевич (князь верейский)
Михаи́л Андре́евич (ум. 12 апреля 1486) — удельный князь Верейский (1432—1486), Белозерский (1432—1486) и Вышгородский (1450—1464), младший (второй) сын удельного князя можайского Андрея Дмитриевича (1382—1432) и княгини Стародубской Агриппины (Аграфены) Александровны.

## Биография

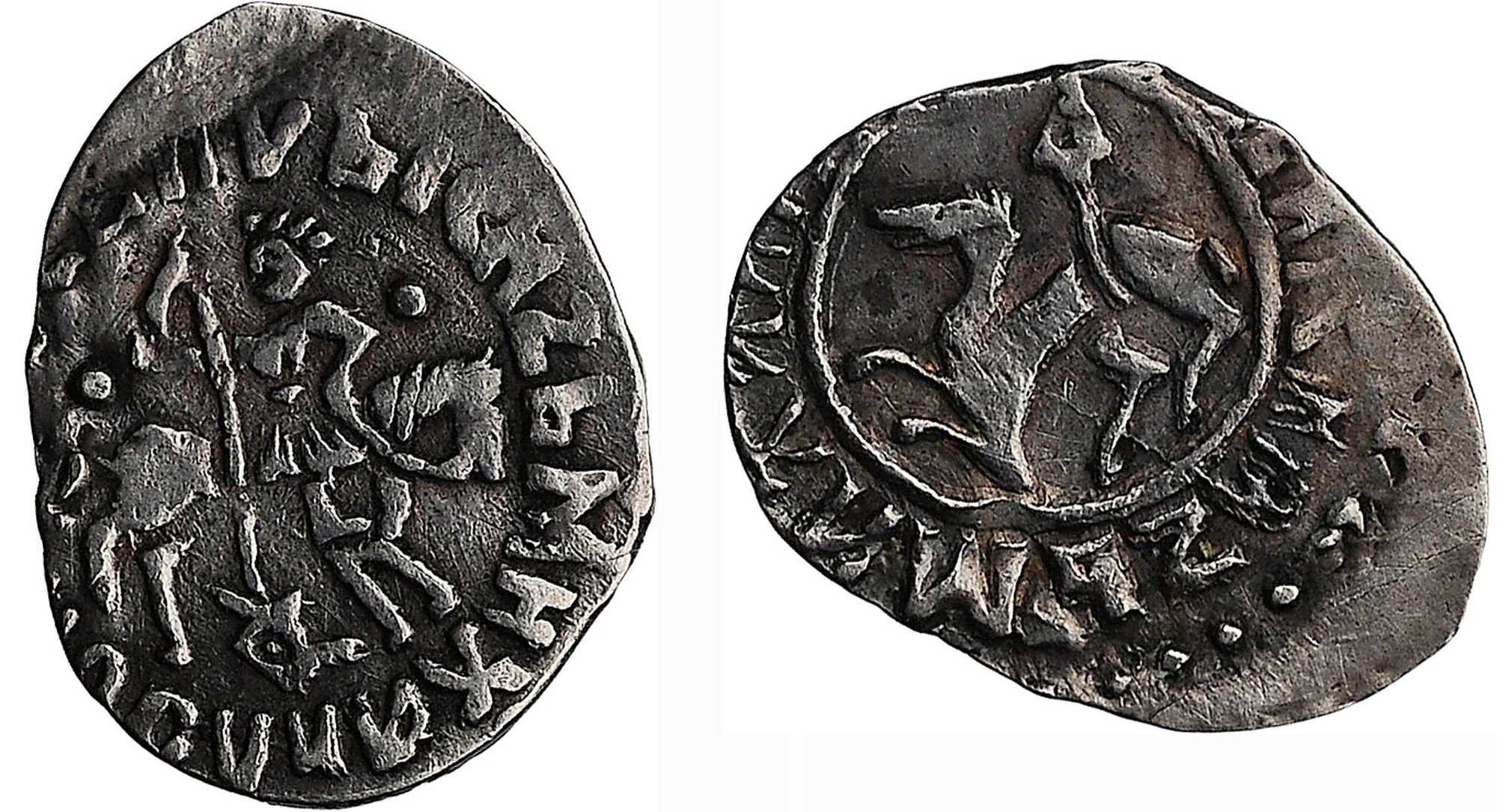
Монета Верейского княжества времён Михаила Андреевича

В июне 1432 года после смерти своего отца Андрея Дмитриевича Михаил унаследовал Верею и Белоозеро. Великий князь Московский Василий II Васильевич Тёмный (1425—1462) ценил верность своего двоюродного брата, верейского князя, но с самого начало княжения его сына Ивана III на Михаила начало оказываться давление. В 1465 году он возвратил великому князю несколько волостей, пожалованных Василием II, и обязался считать себя младше всех братьев великокняжеских.
В 1482 году Михаил дал обещание, что после его смерти Белоозеро вновь вернётся Московским князьям. Своей уступчивостью он не давал повода Ивану проявить свой гнев и отобрать у него Верейский удел. Однако Иван всё-таки нашёл повод к чему придраться. Случилось, что у сына Михаила, Василия, были найдены некоторые вещи первой жены великого князя, Марии Тверской (Василий получил их в приданое за своей женой). Иван III велел отобрать у него женино приданое, у самого Михаила за вину сына отобрал Верейскую волость. Позже правда он вернул её в виде пожалования, без права передачи по наследству. После смерти Михаила Верея была присоедина к Москве.
Был похоронен в Пафнутьево-Боровском монастыре.

## Семья
Жена — княжна Елена Ярославна Боровская, вторая дочь удельного князя Ярослава Владимировича Боровско-Серпуховского (1388—1426) и Марии Фёдоровны Кошкиной-Голтяевой.
Дети:
- Василий Михайлович Удалой (ум. ок. 1501), московский воевода и князь Любецкий
- Иван Михайлович (ум. между 1477[1] и 1483)
- Анастасия Михайловна, жена тверского удельного князя Осипа Андреевича Дорогобужского.

## В культуре
Является персонажем романа Николая Полевого «Клятва при гробе Господнем. Русская быль XV века» (1832).